# قاعدة المئة ميل (فلم 2002)
قاعدة المئة ميل (بالإنجليزية: 100 Mile Rule) هو فيلم كوميدي من إنتاج عام 2002 وإخراج برينت هف.

## وصلات خارجية
مقالات تستعمل روابط فنية بلا صلة مع ويكي بيانات